# Macrosiphoniella tuberculata
Macrosiphoniella tuberculata är en insektsart. Macrosiphoniella tuberculata ingår i släktet Macrosiphoniella och familjen långrörsbladlöss. Inga underarter finns listade i Catalogue of Life.